# Metal păgân
Metalul păgân sau pagan metal este un subgen de metal extrem, având drept caracteristică principală tematica despre tradițiile unor popoare dinainte de creștinism. Metalul păgân are elemente de black metal și de folk metal. 
Cele mai multe trupe de metal păgân valorifică tradițiile mitlogiei nordice, cele mai cunoscute fiind Bathory, Eluveitie, Moonsorrow, Finntroll.

## Listă de formații notabile
| Formația        | Țara          | Înființare | Note                        |
| --------------- | ------------- | ---------- | --------------------------- |
| Amorphis        | Finland       | 1990       | [ 1 ]                       |
| Arkona          | Russia        | 2002       | [ 2 ]                       |
| Bathory         | Sweden        | 1983       | [ 3 ] [ 4 ]                 |
| Bucovina        | Romania       | 2003       |                             |
| Cruachan        | Ireland       | 1992       |                             |
| Eluveitie       | Switzerland   | 2002       | [ 5 ]                       |
| Ensiferum       | Finland       | 1995       | [ 5 ]                       |
| Forefather      | England       | 1997       | [ 6 ]                       |
| Graveland       | Poland        | 1992       |                             |
| Finntroll       | Finland       | 1997       | [ 5 ]                       |
| In the Woods... | Norway        | 1992       | [ 7 ] [ 8 ]                 |
| Kampfar         | Norway        | 1994       | [ 9 ]                       |
| Korpiklaani     | Finland       | 2003       | [ 5 ]                       |
| Moonsorrow      | Finland       | 1995       | [ 10 ]                      |
| Primordial      | Ireland       | 1991       | [ 5 ] [ 11 ]                |
| Suidakra        | Germany       | 1994       | [ 12 ]                      |
| Skyclad         | England       | 1990       | [ 13 ]                      |
| Skyforger       | Latvia        | 1995       | [ 14 ] [ 15 ] [ 16 ] [ 17 ] |
| Turisas         | Finland       | 1997       | [ 5 ]                       |
| Týr             | Faroe Islands | 1998       | [ 5 ]                       |